# Shane Carwin
Pour les articles homonymes, voir Carwin.
Shane Carwin, né le 4 janvier 1975 à Greeley dans Colorado,  est un pratiquant américain d'arts martiaux mixtes (MMA) aujourd'hui retiré de la compétition. Il évolue de 2008 à 2011 au sein de la catégorie des poids lourds de l'Ultimate Fighting Championship. Il est aussi ingénieur de profession. Il s'est rendu notable avec une série d'invincibilité de douze combats, tous au premier round. Sa première défaite fut contre Brock Lesnar à l'UFC 116 par soumission au deuxième round, dans un combat annoncé comme le plus grand combat de l'histoire des poids lourds de l'UFC, combat pour le titre.
Shane Carwin est notamment réputé pour ses qualités de puncheur, ses mains étant extrêmement volumineuses, il déclare à ce propos, avant son combat contre Lesnar: "Si je te touche avec mes mains, tu tombes" ("When my hands touch people they go down").
Il est classé 5e au classement poids lourds avant son combat contre Lesnar par le site spécialisé Sherdog.
Il a récemment[Quand ?] été mis en cause dans une affaire de dopage.
Le 8 mai 2013, il annonce sa retraite à la suite d'une série d'opérations (dos et colonne vertébrale).

## Parcours en arts martiaux mixtes

### Ultimate Fighting Championship
Il fait ses débuts à l'UFC 84 contre le Hongrois Christian Wellisch, le mettant KO après 44 secondes au premier round, démontrant ses qualités de puncheur en faisant gicler le protège dents de Wellisch.
À l'UFC 86, il affronte le britannique Neil Wain. Là encore il s'impose facilement au premier round par TKO.
Son premier véritable défi est à l'UFC 96, quand il rencontre Gabriel Gonzaga, un excellent combattant poids lourd, réputé pour son jiu-jitsu brésilien et son style brutal. Gonzaga connecte avec deux coups de poing du gauche et un uppercut qui casse le nez de Carwin. Le combat va au sol, et pendant que les combattants se relèvent et prennent de la distance, Carwin lance un terrible direct du droit qui met Gonzaga KO, à 1 minute et 9 secondes du premier round.
Il est ensuite prévu face à Brock Lesnar à l'UFC 106 pour le titre, mais ce dernier repousse le combat à la suite de graves problèmes de santé. Shane Carwin a alors la possibilité d'affronter l'ancien champion des poids lourds de l'UFC, Frank Mir. Le combat se déroule lors de l'UFC 111 et met en jeu le titre intérimaire des poids lourds, en l'absence prolongée de Lesnar. Carwin, malgré de bonnes qualités de lutteur, ne peut cependant emmener Mir au sol. Mais il le coince contre la cage au clinch. Il envoie alors Mir au tapis grâce à plusieurs uppercuts. L'arbitre décide alors d'arrêter le combat. C'est à ce moment-là le plus long des douze combats de Carwin, un peu moins de quatre minutes dans le premier round.
Il se présente à l'UFC 116 pour un combat très attendu contre le champion Brock Lesnar de retour de maladie. Les deux étant des athlètes sur-dimensionnés aux qualités athlétiques hors du commun, ce combat s'annonce "explosif". Lesnar est supposé meilleur lutteur, mais son menton n'a jamais été soumis à un puncheur de la qualité de Carwin. Quant à Carwin, certains mettent en doute ses capacités d'endurance, n'ayant jamais eu besoin de disputer plus d'un round.
Le combat se déroule comme prévu : Lesnar cherche une mise sol, tandis que Carwin fait confiance à son avantage debout. Carwin connecte avec un uppercut dévastateur suivi d'un coup de genou, Lesnar  sonné s'effondre contre la cage. Lesnar est en difficulté comme cela pour la première fois de sa carrière. Les minutes suivantes seront longues pour lui, Carwin ayant le contrôle sur Lesnar au sol, assène alors un sévère ground and pound, dont un gros coup de coude au visage. On ne passe alors pas loin d'un arrêt du combat de l'arbitre. Malgré cela, Carwin s'épuise dans ce premier round, ses coups sont de moins en moins puissant et il est tétanisé par l'acide lactique, alors que Lesnar recouvre petit à petit ses esprits et se relève à la fin du premier round. Lesnar a tenu le premier round et a laissé passé l'orage, et ce sera donc le premier deuxième round de la carrière de Carwin, visiblement émoussé. Dès le début, Lesnar se jette sur Carwin et obtient une mise au sol. Lesnar contrôle alors Carwin du dessus avec sa masse et sa force, incapable de réagir ou de faire le moindre mouvement. Lesnar passe alors en side-contrôle puis en position montée, en positionnant son bras gauche pour un Arm Triangle Choke, Carwin se soumet après 3:52. C'est la première défaite de sa carrière. Ce combat a  a montré la faiblesse cardio-vasculaire de Carwin, qui malgré tout aura quand même mis Lesnar à l'épreuve comme jamais il ne l'avait été.
Carwin était ensuite supposé affronter Roy Nelson pour son prochain combat, mais une blessure l'a poussé à se désister de ce combat.

## Palmarès en arts martiaux mixtes

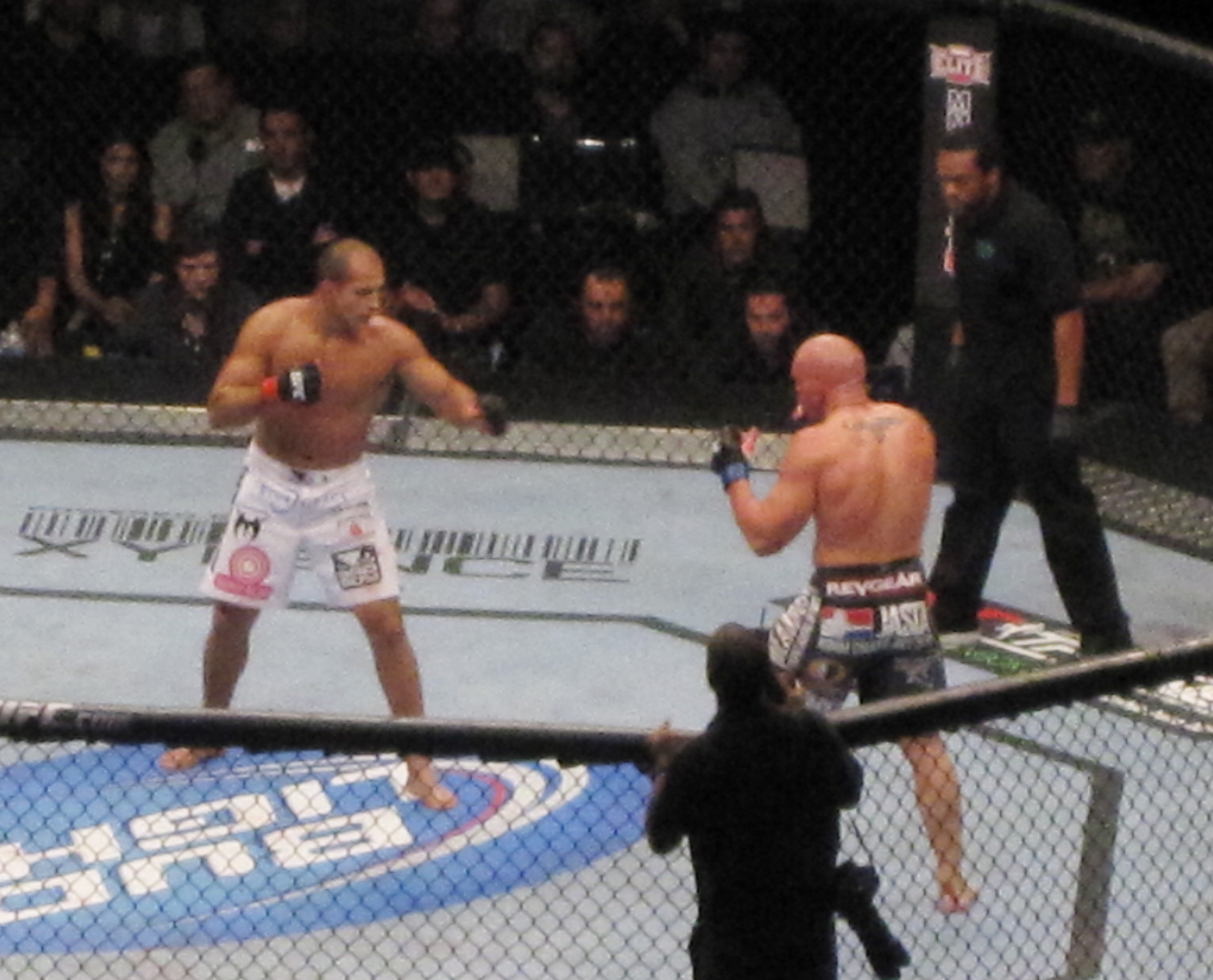
Shane Carwin et Junior Dos Santos au UFC 131 à Vancouver, Canada.

| 14 combats     | 12 victoires | 2 défaites |
| Par KO         | 7            | 0          |
| Par soumission | 5            | 1          |
| Sur décision   | 0            | 1          |

| Résultat | Record | Adversaire          | Méthode                                 | Événement                      | Date              | Round | Temps | Lieu                                    | Notes                                                                     |
| -------- | ------ | ------------------- | --------------------------------------- | ------------------------------ | ----------------- | ----- | ----- | --------------------------------------- | ------------------------------------------------------------------------- |
| Défaite  | 12-2   | Júnior dos Santos   | Décision unanime                        | UFC 131: Dos Santos vs. Carwin | 11 juin 2011      | 3     | 5:00  | Vancouver, Colombie-Britannique, Canada |                                                                           |
| Défaite  | 12-1   | Brock Lesnar        | Soumission (étranglement bras-tête)     | UFC 116: Lesnar vs. Carwin     | 3 juillet 2010    | 2     | 2:19  | Las Vegas, Nevada, États-Unis           | Pour unifier les titres des poids lourds de l'UFC.                        |
| Victoire | 12-0   | Frank Mir           | KO (coups de poing)                     | UFC 111: St Pierre vs. Hardy   | 27 mars 2010      | 1     | 3:48  | Newark, New Jersey, États-Unis          | Remporte le titre intérimaire des poids lourds de l'UFC. KO de la soirée. |
| Victoire | 11-0   | Gabriel Gonzaga     | TKO (coups de poing)                    | UFC 96: Jackson vs. Jardine    | 7 mars 2009       | 1     | 1:09  | Columbus, Ohio, États-Unis              |                                                                           |
| Victoire | 10-0   | Neil Wain           | TKO (coups de poing)                    | UFC 89: Bisping vs. Leben      | 18 octobre 2008   | 1     | 1:31  | Birmingham, Angleterre                  |                                                                           |
| Victoire | 9-0    | Christian Wellisch  | KO (coup de poing)                      | UFC 84: Ill Will               | 24 mai 2008       | 1     | 0:44  | Las Vegas, Nevada, États-Unis           |                                                                           |
| Victoire | 8-0    | Sherman Pendergarst | TKO (coups de poing)                    | ROF 31: Undisputed             | 1er décembre 2007 | 1     | 1:41  | Broomfield, Colorado, États-Unis        | Remporte le titre des poids lourds du Ring of Fire.                       |
| Victoire | 7-0    | Rex Richards        | Soumission (étranglement en guillotine) | Art of War 4                   | 27 octobre 2007   | 1     | 1:24  | Tunica, Mississippi, États-Unis         |                                                                           |
| Victoire | 6-0    | Rick Slaton         | KO (coup de poing)                      | ROF 30: Domination             | 15 septembre 2007 | 1     | 0:49  | Broomfield, Colorado, États-Unis        |                                                                           |
| Victoire | 5-0    | Chris Guillen       | Soumission (clé de bras)                | Ultimate Texas Showdown 6      | 24 juin 2006      | 1     | 0:29  | Frisco, Texas, États-Unis               |                                                                           |
| Victoire | 4-0    | Justice Smith       | TKO (coups de poing)                    | Extreme Wars 3: Bay Area Brawl | 3 juin 2006       | 1     | 0:31  | Oakland, Californie, États-Unis         |                                                                           |
| Victoire | 3-0    | Jay McCown          | Soumission (étranglement arrière)       | Ultimate Texas Showdown 5      | 29 avril 2006     | 1     | 1:31  | Frisco, Texas, États-Unis               |                                                                           |
| Victoire | 2-0    | Casey Jackson       | Soumission (étranglement en guillotine) | Extreme Wars 2: X-1            | 18 mars 2006      | 1     | 0:22  | Honolulu, Hawaï, États-Unis             |                                                                           |
| Victoire | 1-0    | Carlton Jones       | Soumission (coups de poing)             | WEC 17: Halloween Fury 4       | 14 octobre 2005   | 1     | 2:11  | Lemoore, Californie, États-Unis         |                                                                           |